# دیوید شد
دیوید آر. شد یک افسر اطلاعاتی بازنشسته ایالات متحده است که آخرین پست او به عنوان سرپرست آژانس اطلاعات دفاعی بود. او یک عامل سابق سازمان اطلاعات مرکزی است.

## تحصیلات و مشاغل اولیه
شد دارای مدرک کارشناسی از کالج ژنو در بیور فالز، پنسیلوانیا، و مدرک کارشناسی ارشد از دانشکده خدمات خارجی ادموند آ. والش دانشگاه جورج تاون در مطالعات آمریکای لاتین است. از سال ۱۹۸۴ تا ۱۹۹۳، شد در خارج از کشور در سفارتخانه‌های ایالات متحده در کاستاریکا و مکزیک مستقر شد. شد چندین مسئولیت مدیریت ارشد از جمله رئیس رابط کنگره در آژانس اطلاعات مرکزی را بر عهده داشته‌است.

## حرفه اجرایی
شد از مه ۲۰۰۷ تا اوت ۲۰۱۰ به عنوان معاون مدیر اطلاعات ملی (DNI) برای سیاست، برنامه‌ها و الزامات، که در آنجا بر تدوین و اجرای سیاست‌های اصلی جامعه اطلاعاتی (IC) از اشتراک‌گذاری اطلاعات و مقامات IC از جمله استانداردهای تحلیلی نظارت داشت، خدمت کرد. به ویژه، او بازنگری فرمان اجرایی ۱۲۳۳۳، سیاست بنیادی اطلاعاتی ایالات متحده، که توسط رئیس‌جمهور جورج دبلیو بوش در ژوئیه ۲۰۰۸ بازنگری شد رارهبری کرد. شد همچنین یک استراتژی اطلاعات ملی را توسعه و اجرا کرد، که در اوت ۲۰۰۹ برای IC منتشر شد و تلاش‌های برنامه‌ریزی استراتژیک برای تعیین اولویت‌های اطلاعاتی برای IC و کشور را رهبری کرد.
از می ۲۰۰۵ تا آوریل ۲۰۰۷، شد به عنوان رئیس ستاد و پس از آن، سرپرست ستاد اطلاعات به مدیر اطلاعات ملی بود. قبل از ایجاد دفتر مدیر اطلاعات ملی، شد از فوریه ۲۰۰۱ تا مه ۲۰۰۵ سمت سیاست اطلاعاتی را در شورای امنیت ملی  داشت. او اخیراً به عنوان دستیار ویژه رئیس‌جمهور شورای امنیت ملی و مدیر ارشد برنامه‌های اطلاعاتی و اصلاحات خدمت کرده‌است. شد به اجرای اصلاحات اطلاعاتی ناشی از گزارش کمیسیون ۱۱ سپتامبر در ژوئیه ۲۰۰۴، قانون اصلاحات اطلاعاتی و پیشگیری از تروریسم در سال ۲۰۰۴، و گزارش کمیسیون سلاح‌های کشتار جمعی (WMD) به رئیس‌جمهور در مارس ۲۰۰۵ کمک کرد.

شد در اوت ۲۰۱۰ به عنوان معاون مدیر آژانس اطلاعات دفاعی منصوب شد. در این سمت، او به مدیریت مدیر بیش از ۱۶۵۰۰ کارمند در سراسر جهان کمک کرد.
| مناصب حکومتی      | مناصب حکومتی                                      | مناصب حکومتی             |
| ----------------- | ------------------------------------------------- | ------------------------ |
| پیشین: مایکل فلین | سرپرست آژانس اطلاعات دفاعی مشغول به کار ۲۰۱۴–۲۰۱۵ | پسین: وینسنت آر. استوارت |